# نينيتا (هيوس)
نينيتا (Νένητα) هي مدينة في هيوس في اليونان.